# Lobelia luzoniensis
Lobelia luzoniensis là loài thực vật có hoa trong họ Hoa chuông. Loài này được (Pers.) Merr. mô tả khoa học đầu tiên năm 1923.